# 王秀兰 (1932年)
王秀兰（1932年—），原名秀贞，女，山西临猗人，中国蒲剧表演艺术家，曾任山西省人民剧团团长，第三、五届全国人大代表。演出主要剧目包括《少华山》、《杀狗》、《卖水》、《西厢记》、《燕燕》、《破洪州》等。